# Брусница (Горњи Милановац)
Брусница је насеље у Србији у општини Горњи Милановац у Моравичком округу. Према попису из 2022. било је 729 становника.
Налази се на надморској висини од 300 до 580 м, а површина му је 2.285 ха.
Село је разбијеног типа и дели се на два велика краја у којима куће појединих родова образују разређене групе. У селу има свега 218 домаћинстава.
Сеоска црква је Покровица посвећена Светом Николи, до цркве је Порта. Сабори се скупљају на Богородичин Покров, Преображење и Младенце, а сеоска преслава је Бела Субота, прва после празника Духова. На Белу Суботу се литијом обилазе записи, којих има 45. Главни вашар у селу је у Белу Недељу пред Покладе.
Кроз Брусницу пролази локални пут Горњи Милановац-Прањани , а у близини је магистрални пут Београд-Чачак. Постоје и остаци некадашње железничке пруге Београд-Чачак.
У селу има велики број локалитета званих мађарска, турска и српска гробља и споменика, велики број легенди и предања. Овде се налазе Перов гроб у Брусници, Надгробни споменик-усамљеник у Брусници и Стари споменици на сеоском гробљу у Брусници.

## Историја
Брусница под Рудником се помиње још у добу Немањића. Када је цар Душан 1354. пошао са војском да протера Угаре који су заузели Београд и Мачву, он 14. августа потписује једну хрисовуљу, што је први помен једног од насеља таковског краја у средњем веку.
Доласком Турака становници су се иселили из села, све док нису стигли носи досељеници у 18. веку и то из Црне Горе, Старог Влаха, Босне, Херцеговине, Косова Поља и Ужица. Село се у турским пописима помиње 1525. године као Жарковац, како се данас назива један заселак Бруснице.
По једној причи, Брусница је добила име по камену од кога се праве брусеви за оштрење алатки, а чији се каменоломи налазе у селу. По другој, село је име добило по биљци брусници чији се плодови једу.
У селу је за време османлијске окупације било седиште турских бегова све до Првог српског устанка, као и седиште муселима. Након тога, ту је било седиште Рудничке нахије, а од успешног завршетка Другог српског устанка па све до стварања вароши Деспотовице (данас Горњи Милановац) седиште Рудничког округа.
Из Бруснице је пореклом династија Обреновића. За време Првог српског устанка у Брусници је био домаћин куће Милан Обреновић. Ту су почетком 1807. године венчани Милош Обреновић и Љубица, кћи Радосава Вукомановића, пред кумом Карађорђем. У Брусници је током 1822. године боравио и Димитрије Давидовић, један од пионира српског новинарства, дипломата и уставописац док је био у немилости код кнеза Милоша Обреновића. Године 1829. домаћин куће Господар Јован Обреновић је угостио путописца Ота Дубислава плем. Пирха.
У селу се налази црква светог Николе коју је 1836. године подигао Јован Обреновић, рођени брат кнеза Милоша Обреновића.
Прва школа у Брусници радила је почев од 1825. године у конаку Јована Обреновића. Основна школа се помиње 1882. године; држава је плаћала учитеља са 100 талира. Године 1836. у тој школи је радио учитељ Јефтимије Косировић родом из Срема, из Бановаца.
У Брусници је, као син начелника округа Рудничког Младена М. Жујовића (1811 — 1894) и Јелене, рођене Данић, рођен Јован Жујовић – српски геолог, оснивач геолошке науке у Србији, професор Београдског универзитета, председник Српске краљевске академије и први председник Српског геолошког друштва.
У ратовима у периоду од 1912. до 1918. године село је дало 147 ратника. Погинуло их је 80 а 67 је преживело.

## Демографија
У пописима село је 1910. године имало 1057 становника, 1921. године 919, а 2002. године тај број се смањио на 691.
У насељу Брусница живи 532 пунолетна становника, а просечна старост становништва износи 40,9 година (38,5 код мушкараца и 43,3 код жена). У насељу има 199 домаћинстава, а просечан број чланова по домаћинству је 3,27.
Ово насеље је великим делом насељено Србима (према попису из 2002. године).
Брусница је пре оснивања града Горњег Милановца била седиште општине; данас је већи део села постао део приградске зоне, тако да је број становника устаљен.
|  |

| Демографија | Демографија | Демографија |
| Година      | Становника  | Становника  |
| ----------- | ----------- | ----------- |
| 1948.       | 1.271       |             |
| 1953.       | 1.304       |             |
| 1961.       | 1.191       |             |
| 1971.       | 1.056       |             |
| 1981.       | 613         |             |
| 1991.       | 667         | 663         |
| 2002.       | 650         | 674         |
| 2011.       | 742         |             |

| Етнички састав према попису из 2002.‍ | Етнички састав према попису из 2002.‍ | Етнички састав према попису из 2002.‍ | Етнички састав према попису из 2002.‍ | Етнички састав према попису из 2002.‍ |
| ------------------------------------ | ------------------------------------ | ------------------------------------ | ------------------------------------ | ------------------------------------ |
|                                      |                                      |                                      |                                      |                                      |
| Срби                                 | Срби                                 |                                      | 632                                  | 97,23%                               |
| Црногорци                            | Црногорци                            |                                      | 1                                    | 0,15%                                |
| Албанци                              | Албанци                              |                                      | 1                                    | 0,15%                                |
| непознато                            | непознато                            |                                      | 14                                   | 2,15%                                |

| Година пописа     | 1948. | 1953. | 1961. | 1971. | 1981. | 1991. | 2002. |
| ----------------- | ----- | ----- | ----- | ----- | ----- | ----- | ----- |
| Број домаћинстава | 239   | 258   | 285   | 279   | 166   | 199   | 199   |

| Број чланова      | 1  | 2  | 3  | 4  | 5  | 6  | 7 | 8 | 9 | 10 и више | Просек |
| ----------------- | -- | -- | -- | -- | -- | -- | - | - | - | --------- | ------ |
| Број домаћинстава | 32 | 43 | 32 | 49 | 22 | 19 | 1 | 0 | 1 | 0         | 3,27   |

| Пол    | Укупно | Неожењен/Неудата | Ожењен/Удата | Удовац/Удовица | Разведен/Разведена | Непознато |
| ------ | ------ | ---------------- | ------------ | -------------- | ------------------ | --------- |
| Мушки  | 275    | 90               | 171          | 9              | 5                  | 0         |
| Женски | 282    | 56               | 170          | 52             | 4                  | 0         |
| УКУПНО | 557    | 146              | 341          | 61             | 9                  | 0         |

| Пол    | Укупно                    | Пољопривреда, лов и шумарство | Рибарство                            | Вађење руде и камена | Прерађивачка индустрија       |
| ------ | ------------------------- | ----------------------------- | ------------------------------------ | -------------------- | ----------------------------- |
| Мушки  | 136                       | 11                            | 0                                    | 0                    | 65                            |
| Женски | 95                        | 7                             | 0                                    | 0                    | 56                            |
| УКУПНО | 231                       | 18                            | 0                                    | 0                    | 121                           |
| Пол    | Производња и снабдевање   | Грађевинарство                | Трговина                             | Хотели и ресторани   | Саобраћај, складиштење и везе |
| Мушки  | 5                         | 8                             | 10                                   | 2                    | 16                            |
| Женски | 2                         | 0                             | 10                                   | 5                    | 0                             |
| УКУПНО | 7                         | 8                             | 20                                   | 7                    | 16                            |
| Пол    | Финансијско посредовање   | Некретнине                    | Државна управа и одбрана             | Образовање           | Здравствени и социјални рад   |
| Мушки  | 0                         | 4                             | 4                                    | 2                    | 5                             |
| Женски | 1                         | 1                             | 2                                    | 4                    | 5                             |
| УКУПНО | 1                         | 5                             | 6                                    | 6                    | 10                            |
| Пол    | Остале услужне активности | Приватна домаћинства          | Екстериторијалне организације и тела | Непознато            | Непознато                     |
| Мушки  | 1                         | 0                             | 0                                    | 3                    | 3                             |
| Женски | 1                         | 0                             | 0                                    | 1                    | 1                             |
| УКУПНО | 2                         | 0                             | 0                                    | 4                    | 4                             |